# Neohebestola petrosa
Neohebestola petrosa är en skalbaggsart som först beskrevs av Blanchard 1851.  Neohebestola petrosa ingår i släktet Neohebestola och familjen långhorningar. Inga underarter finns listade i Catalogue of Life.